# Bait - L'esca
Bait - L'esca (Bait) è un film del 2000 diretto da Antoine Fuqua. Il film ha per protagonista Jamie Foxx, affiancato da David Morse e Doug Hutchison, questi ultimi due nuovamente insieme dopo aver recitato ne Il miglio verde

## Trama
Alvin Sanders è un ladruncolo che, in una prigione di New York, incontra casualmente John Jaster, un criminale informatico gravemente malato di cuore. Jaster è sicuro di morire da un momento all'altro: decide di affidare a Sanders un messaggio in codice che contiene il nascondiglio dei 42 milioni di dollari in oro rubati da lui e da Bristol, il suo socio in affari. Jaster chiede a Sanders, una volta uscito di prigione, di consegnare il messaggio a sua moglie. Sei mesi dopo, Sanders esce di prigione: Jaster è morto, e Edgar Clenteen, investigatore del governo statunitense, non è ancora riuscito a recuperare l'oro. Clenteen spera che Sanders lo porti a rintracciare Bristol, e a questo scopo gli fa impiantare nella mascella un localizzatore, in modo da poterne seguire ogni mossa.